# 蒂姆·克呂爾
提摩西·麥可·“蒂姆”·克呂爾（荷蘭語：Timothy Michael (Tim) Krul；1988年4月3日—）是荷蘭的一位足球运动员，場上司職門將，曾效力於英甲球會卢顿，也曾代表荷兰国家队參加国际比賽。
2014年7月6日，在世界盃8強賽荷蘭對哥斯達黎加的賽事中，在加時下半場時，告魯爾在教練的計劃下，換入他代表荷蘭參與互射12碼階段，在5球中全部撲中方向並救出2球，令荷蘭晉級4強。

## 榮譽

### 球會
诺维奇城
- 英格蘭足球冠軍聯賽冠軍：2018–19、2020–21[3]

### 國家隊
荷蘭國家隊
- 國際足協世界盃季軍：2014

## 外部連結
- Official Newcastle United Profile （页面存档备份，存于）
- 足球数据库：Tim Krul的球员统计数据
- Soccerway資料庫：蒂姆·克呂爾